# NGC 6441
NGC 6441 (другие обозначения — GCL 78, ESO 393-SC34) — шаровое скопление в созвездии Скорпион.
Этот объект входит в число перечисленных в оригинальной редакции «Нового общего каталога».